# Arctosa poecila
Arctosa poecila är en spindelart som beskrevs av Lodovico di Caporiacco 1939. Arctosa poecila ingår i släktet Arctosa och familjen vargspindlar.
Artens utbredningsområde är Etiopien. Inga underarter finns listade i Catalogue of Life.